# Henry Petersen
Henry Petersen (né le 1er octobre 1900 à Ring dans la commune d'Horsens et décédé le 24 septembre 1949 à Copenhague) est un athlète danois spécialiste du saut à la perche. Il était affilié au København IF

## Biographie

### Palmarès
| Date | Compétition                                 | Lieu   | Résultat | Performance |
| ---- | ------------------------------------------- | ------ | -------- | ----------- |
| 1920 | Jeux olympiques d'été                       | Anvers | 2e       | 3,70 m      |
| 1923 | Championnats internationaux des Universités | Paris  | 1er      | 3,70 m      |
| 1924 | Jeux olympiques d'été                       | Paris  | 4e       | 3,90 m      |

### Records
| Épreuve          | Performance | Lieu | Date |
| ---------------- | ----------- | ---- | ---- |
| Saut à la perche | 4,038 m     |      | 1925 |